# Chaetosaurus
Chaetosaurus is een geslacht van kevers uit de familie van de loopkevers (Carabidae). De wetenschappelijke naam van het geslacht is voor het eerst geldig gepubliceerd in 2001 door Schmidt.

## Soorten
Het geslacht Chaetosaurus is monotypisch en omvat slechts de volgende soort:
- Chaetosaurus emeishanicola J.Schmidt, 2001